# Blackburn Beverley
De Blackburn Beverley was een Brits zwaar transportvliegtuig voor het vervoer van troepen en vracht, gebouwd door Blackburn and General Aircraft in Brough (East Riding of Yorkshire). De Royal Air Force vloog met het type van 1957 tot 1967.

## Ontwikkeling
Het toestel was oorspronkelijk ontworpen door General Aircraft als de GAL.60 Universal Freighter. General Aircraft en Blackburn Aircraft fusioneerden in 1949 en het prototype vloog voor het eerst op 20 juli 1950. Het was uitgerust met vier Bristol Hercules-motoren. Het tweede prototype, met Bristol Centaurs-motoren, was aangeduid als GAL.65 Universal Freighter 2.
De Royal Air Force plaatste in 1952 een eerste bestelling voor twintig toestellen die de aanduiding Beverley C.1 kregen. De eerste Beverley vloog op 17 juni 1953 en het eerste serie-exemplaar werd afgeleverd in 1956. De bestelling werd later verhoogd tot 47 toestellen, waarvan de laatste in 1958 werden geproduceerd. Het toestel werd in 1967 uit dienst genomen en vervangen door de Lockheed Hercules.

## Beschrijving
De Beverley was een groot toestel, bedoeld voor het vervoer van volumineuze vrachten naast dat van soldaten of parachutisten. De vrachtruimte was ongeveer twaalf meter lang en had een doorsnede van drie bij drie meter. Het toestel kon circa twintig ton vracht vervoeren. In het volumineuze staartstuk bovenaan, dat groter was dan de romp van een Douglas Dakota, was plaats voor 36 passagiers. Alle zitplaatsen waren naar achteren gericht.
De Beverley kon met verschillende types wielen uitgerust worden, zodat het zowel vanop verharde banen als vanop grasbanen kon opereren. Het landingsgestel was niet intrekbaar. De laadkleppen achteraan de romp konden in de vlucht geopend worden voor het droppen van parachutisten of vracht.

## Externe link

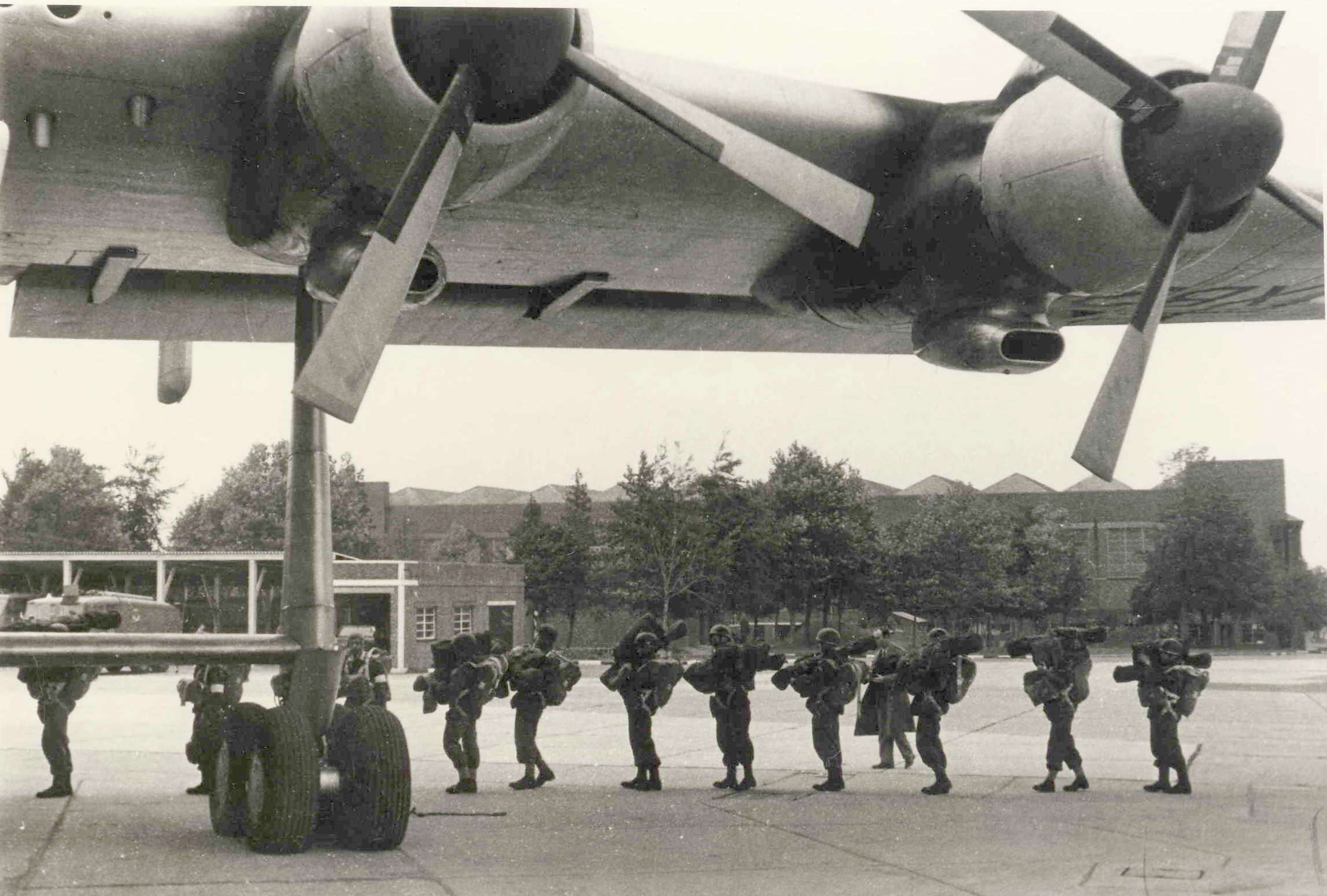
Parachutisten gaan aan boord van een Beverley voor een oefensprong (1961).